# Mistrovství Evropy v biatlonu 2019
Mistrovství Evropy v biatlonu 2019 probíhalo mezi 18. a 24. únorem 2019 v běloruském Raubiči jako vrchol probíhající sezóny IBU Cupu a po mistrovství světa druhá nejvýznamnější biatlonová akce tohoto ročníku.

## Program
Na programu mistrovství bylo 5 disciplín. Muži i ženy absolvovali vytrvalostní závody, sprinty a stíhací závody. Společně také jeli závody smíšených štafet a smíšených dvojic.
| Den | Datum     | Začátek (UTC+3) | Začátek (SEČ) | Disciplína                | Počet závodníků |
| --- | --------- | --------------- | ------------- | ------------------------- | --------------- |
| St  | 20. února | 16:00           | 14:00         | Vytrvalostní závod (muži) | 104             |
| St  | 20. února | 19:30           | 17:30         | Vytrvalostní závod (ženy) | 83              |
| Čt  | 21. února | 16:00           | 14:00         | Smíšený závod dvojic      | 23 dvojic       |
| Čt  | 21. února | 19:00           | 17:00         | Smíšená štafeta           | 20 štafet       |
| So  | 23. února | 11:00           | 9:00          | Sprint (muži)             | 114             |
| So  | 23. února | 14:00           | 12:00         | Sprint (ženy)             | 85              |
| Ne  | 24. února | 11:00           | 9:00          | Stíhací závod (muži)      | 54              |
| Ne  | 24. února | 13:00           | 11:00         | Stíhací (ženy)            | 53              |

## Medailisté

### Muži
| Disciplína                 | Zlato         | Výkon             | Stříbro          | Výkon             | Bronz                   | Výkon             |
| Vytrvalostní závod (20 km) | Krasimir Anev | 53:18,1 (0+1+0+0) | Tarjei Bø        | 53:21,8 (0+0+1+2) | Endre Strømsheim        | 53:29,2 (0+1+0+1) |
| Sprint (10 km)             | Tarjei Bø     | 21:40,1 (1+0)     | Jesper Nelin     | 21:50,7 (0+0)     | Dmitrij Malyško         | 22:15,3 (0+0)     |
| Stíhací závod (12,5 km)    | Tarjei Bø     | 31:10,3 (0+0+0+1) | Matvej Jelisejev | 31:38,8 (0+1+0+0) | Håvard Gutubø Bogetveit | 32:04,5 (0+0+1+0) |

### Ženy
| Disciplína                 | Zlato                          | Výkon             | Stříbro                        | Výkon             | Bronz              | Výkon             |
| Vytrvalostní závod (15 km) | Hanna Öbergová                 | 48:13,1 (0+1+1+1) | Julija Žuravoková              | 48:45,4 (0+1+0+0) | Iryna Kryuková     | 48:54,6 (0+0+1+1) |
| Sprint (7,5 km)            | Mona Brorssonová               | 19:37,4 (0+0)     | Jekatěrina Jurlovová-Perchtová | 20:14,9 (0+1)     | Hanna Öbergová     | 20:23,0 (0+2)     |
| Stíhací závod (10 km)      | Jekatěrina Jurlovová-Perchtová | 27:43,4 (0+0+0+1) | Iryna Kryuková                 | 28:20,9 (0+1+0+0) | Nadine Horchlerová | 28:32,8 (0+0+1+0) |

### Smíšené štafety
| Disciplína                        | Zlato                                                                          | Výkon                                                     | Stříbro                                                                   | Výkon                                                     | Bronz                                                                         | Výkon                                                     |
| Smíšený závod dvojic (6 + 7,5 km) | RuskoJevgenija Pavlovová Dmitrij Malyško                                       | 36:30,0 (0+2) (0+0) (0+0) (0+0) (1+3) (0+0) (0+1) (0+3)   | ŠvédskoAnna Magnussonová Jesper Nelin                                     | 36:50,6 (0+0) (0+0) (0+2) (0+1)                           | FrancieLou Jeanmonnotová Aristide Bègue                                       | 36:59,0 (0+1) (0+1) (0+0) (0+0) (0+1) (0+0) (0+3) (0+0)   |
| Smíšená štafeta (2×6 + 2×7,5 km)  | ŠvédskoEmma Nilssonová Mona Brorssonová Martin Ponsiluoma Sebastian Samuelsson | 1:05:16,0 (0+0) (0+2) (0+1) (0+0) (0+2) (0+2) (0+1) (0+0) | NěmeckoNadine Horchlerová Janina Hettichová Lucas Fratzscher Philipp Horn | 1:05:33,7 (0+2) (0+1) (0+0) (0+2) (0+0) (0+1) (0+0) (0+0) | BěloruskoDzinara Alimbekavová Hanna Solová Raman Jaljotnau Sergej Bocharnikov | 1:05:45,8 (0+1) (0+0) (0+0) (0+0) (0+1) (0+2) (0+0) (0+2) |